# De gris a posithivo
De gris a posithivo (estilizado: De Gris a PositHIVo) es un documental colombiano de 2019 dirigido por Juan de la Mar en el que relata su historia después de ser diagnosticado con el virus de la inmunodeficiencia humana. Tras su estreno en 2019, el cortometraje ganó diversos premios en festivales de cine nacionales e internacionales.

## Sinopsis
De gris a posithivo es un documental autobiográfico dirigido por Juan de la Mar, un joven cineasta caldense residente en Bogotá. A los 25 años, Juan decide contar su historia tras ser diagnosticado con el virus de la inmunodeficiencia humana en mayo de 2017. Lo que comenzó como un diario personal se convierte, con el tiempo, en una exploración audiovisual sobre el miedo, el estigma, la familia y la vida después del diagnóstico.

## Producción
En 2019, el filme ganó un premio regional entregado por la Secretaría de Cultura de Caldas para su distribución. Juan de la Mar, quien se encargó de la dirección, también desarrolló el guion. Laurie Manjarrés se ocupó del sonido y la edición, Alejandro Garzón dirigió la fotografía, Manuel Acevedo aportó la música y Talena Rosa produjo. El filme contó con la producción y distribución de la compañía colombiana Salmón Producciones.
Para escribir el guion, el cineasta se basó en su experiencia personal: «Sentía que estaba en el limbo, que tenía demasiado miedo a morir, que no estaba haciendo mucho, que estaba estancado, y esa sensación de miedo, culpa e intranquilidad persistía. Entonces, como había visto cómo el arte había cambiado la vida de otras personas, quería hacerlo también conmigo».

## Estreno
El cortometraje hizo parte de diversos festivales de cine nacionales e internacionales en 2019 como el Festival Internacional de Cine LGBT El Lugar Sin Límites de Ecuador o Bogoshorts. Continuó su recorrido por eventos cinematográficos en 2020, participando en más de treinta festivales entre los que destacan la Muestra Internacional de Cine y Diversidad Sexual CinHomo en Valladolid, el Festival de Cine Latin American Studies Association LASA en Guadalajara, el Festival Internacional de Cine Gay Lésbico Trans de Lima OutFest, el Festival Internacional de Cine de Monterrey, el Festival MIX Milano di Cinema GayLesbico e Cultura Queer en Milán, el Festival Lateinamerikanische Tage en Leipzig y el Festival Internacional de Cine de Viña del Mar.

## Premios y nominaciones
De gris a posithivo obtuvo diferentes galardones tras su paso por el circuito de festivales. Ganó el premio a mejor documental en el sexto Festival Internacional Cinematográfico del Atlántico FICABC en Barranquilla y en la sexta edición del Festival Villa del Cine en Villa de Leyva, ambos en 2020. Fue elegido mejor cortometraje en el Festival Internacional de Género de Bari, Italia, ganó el premio a la excelencia creativa en el Festival Internacional de Cine Documental de Cantón, China y obtuvo menciones honoríficas en el Festival de Cine en las Montañas de Salento, en el Festival Internacional de Cine Corto de Cali, en el Festival Independiente de Cine de Sogamoso, en el Festival Internacional de Cine de Pasto y en el Festival Internacional de Cine de Santa Cruz de la Sierra.